# Marek Citko
Marek Citko (Białystok, 27 maart 1974) is een voormalig Pools profvoetballer, die zijn loopbaan beëindigde in 2006 bij Polonia Warschau. Citko speelde als aanvaller, en werd met Widzew Łódź tweemaal landskampioen van Polen.

## Erelijst
Widzew Łódź
- Pools landskampioen

1996, 1997
- Poolse Supercup

1997

## Interlandcarrière
Citko speelde tien interlands (twee doelpunten) voor Polen in de periode 1996-1997. Hij maakte zijn debuut op 19 februari 1996 voor de nationale ploeg in een vriendschappelijke thuiswedstrijd tegen Japan. Zijn laatste interland speelde hij, net als collega-aanvaller Krzysztof Warzycha, op woensdag 30 april 1997 in Napels tegen Italië (3-0 nederlaag).
| Interlanddoelpunten | Interlanddoelpunten | Interlanddoelpunten | Interlanddoelpunten | Interlanddoelpunten | Interlanddoelpunten | Interlanddoelpunten | Interlanddoelpunten |
| #                   | Datum               | Locatie             | Wedstrijd           | Goal(s)             | Score               | Uitslag             | Wedstrijd           |
| ------------------- | ------------------- | ------------------- | ------------------- | ------------------- | ------------------- | ------------------- | ------------------- |
| 1                   | 09/10/1996          | Londen              | Engeland – Polen    | 6'                  | 0 – 1               | 2 – 1               | WK-kwalificatie     |
| 2                   | 26/02/1997          | Goiana              | Brazilië – Polen    | 90'                 | 4 – 2               | 4 – 2               | Oefenduel           |